# Élections sénatoriales de 2017 dans les Pyrénées-Atlantiques
Les élections sénatoriales dans les Pyrénées-Atlantiques ont lieu le dimanche 24 septembre 2017. Elles ont pour but d'élire les sénateurs représentant le département au Sénat pour un mandat de six années.

## Contexte départemental
Lors des élections sénatoriales de 2011 dans les Pyrénées-Atlantiques, trois sénateurs ont été élus : un MoDem, Jean-Jacques Lasserre, et deux PS, Frédérique Espagnac et Georges Labazée.
Depuis, tous les effectifs du collège électoral des grands électeurs ont été renouvelés, avec les élections législatives françaises de 2017, les élections régionales françaises de 2015, les élections départementales françaises de 2015 et les élections municipales françaises de 2014.

## Sénateurs sortants
| Sénateur | Sénateur              | Parti | Fonctions lors de l'élection en 2011      |
| -------- | --------------------- | ----- | ----------------------------------------- |
|          | Frédérique Espagnac   | PS    | Conseillère municipale de Pau             |
|          | Georges Labazée       | PS    | Président du conseil général              |
|          | Jean-Jacques Lasserre | MoDem | Conseiller régional et conseiller général |

## Présentation des listes et des candidats
Les nouveaux représentants sont élus pour une législature de 6 ans au suffrage universel indirect par les 1 762 grands électeurs du département. Dans les Pyrénées-Atlantiques, les sénateurs sont élus au scrutin proportionnel plurinominal. Leur nombre reste inchangé, trois sénateurs sont à élire et cinq candidats doivent être présentés sur la liste pour qu'elle soit validée. Chaque liste de candidats est obligatoirement paritaire et alterne entre les hommes et les femmes. Plusieurs listes seront déposées dans le département. Elles sont présentées ici dans l'ordre de leur dépôt à la préfecture et comportent l'intitulé figurant aux dossiers de candidature.
Les listes présentées ne sont pas les listes officielles et sont susceptibles d'être modifiées jusqu'au dépôt définitif et officiel des listes.

### « Pour des communes vivantes » (PS)
| N° | Candidats | Candidats           | Parti | Principale fonction                                     |
| -- | --------- | ------------------- | ----- | ------------------------------------------------------- |
| 01 |           | Frédérique Espagnac | PS    | Sénatrice sortante,conseillère régionale                |
| 02 |           | Kotte Ecenarro      | PS    | Conseiller départemental, maire d'Hendaye               |
| 03 |           | Élisabeth Médard    | PS    | Présidente de la CC de la Vallée d'Aspe, maire d'Etsaut |
| 04 |           | Jean Arriubergé     | PS    | Conseiller départemental, maire de Haut-de-Bosdarros    |
| 05 |           | Véronique Robert    | PS    | Conseillère municipale de Bidache                       |

### «La force des territoires, majorité sénatoriale, union de la droite et du centre» (LR)
| N° | Candidats | Candidats                    | Parti | Principale fonction                                                       |
| -- | --------- | ---------------------------- | ----- | ------------------------------------------------------------------------- |
| 01 |           | Max Brisson                  | LR    | Conseiller municipal de Biarritz, vice-président du conseil départemental |
| 02 |           | Fabienne Costedoat-Diu       | LR    | Conseillère départementale                                                |
| 03 |           | Didier Irigoin               | LR    | Maire de Béguios                                                          |
| 04 |           | Isabelle Dubarbier Gorostidi | LR    | Conseillère départementale, adjointe au maire de Ciboure                  |
| 05 |           | Robert Carter                | LR    | Maire de Maucor                                                           |

### « Agir pour le Béarn et le Pays basque » (UDI-MoDem-LREM)
| N° | Candidats | Candidats                  | Parti | Principale fonction                                                     |
| -- | --------- | -------------------------- | ----- | ----------------------------------------------------------------------- |
| 01 |           | Denise Saint-Pé            | MoDem | Vice-présidente du conseil départemental, conseillère régionale         |
| 02 |           | Bernard Darretche          | MoDem | Directeur général de la chambre de commerce et d'industrie de Bayonne   |
| 03 |           | Véronique Lipsos-Sallenave | UDI   | Conseillère départementale, adjointe au maire de Pau                    |
| 04 |           | Alain Sanz                 | MoDem | Maire de Rébénacq, président de l'association départementale des maires |
| 05 |           | Nadine Guénard             | MoDem |                                                                         |

### «Préserver l'équilibre territorial en Béarn et au Pays basque» (DVD)
| N° | Candidats | Candidats           | Parti | Principale fonction                          |
| -- | --------- | ------------------- | ----- | -------------------------------------------- |
| 01 |           | Jean-Pierre Mirande | MoDem | Conseiller départemental, maire de Garindein |
| 02 |           | Nicole Darrasse     | UDI   | Adjointe au maire d'Anglet                   |
| 03 |           | André Arribes       | MoDem | Conseiller départemental, maire de Bizanos   |
| 04 |           | Kattina Alleaume    |       |                                              |
| 05 |           | Pierre Rodriguez    | MoDem |                                              |

### «Gauche, solidaires des territoires» (DVG)
| N° | Candidats | Candidats               | Parti | Principale fonction                       |
| -- | --------- | ----------------------- | ----- | ----------------------------------------- |
| 01 |           | Georges Labazée         | PS    | Sénateur sortant                          |
| 02 |           | Nadine Lambert          | DVG   | Conseillère départementale, maire d'Araux |
| 03 |           | André Larralde          | DVG   | Maire de Saint-Just-Ibarre                |
| 04 |           | Jeannine Lavie-Hourcade | PS    |                                           |
| 05 |           | Joël di Fabio           | PS    |                                           |

### « Elgar-Amassa » (EAJ-PNB/POC)
| N° | Candidats | Candidats               | Parti   | Principale fonction              |
| -- | --------- | ----------------------- | ------- | -------------------------------- |
| 01 |           | Jean Telechea           | EAJ-PNB | Adjoint au maire d'Urrugne       |
| 02 |           | Thérèse de Boissezon    | POC     | Conseillère municipale de Lescar |
| 03 |           | Daniel Daraspe          | EAJ-PNB |                                  |
| 04 |           | Gaxuxa Elhorga-Dargains | EAJ-PNB |                                  |
| 05 |           | Léopold Darritchon      | EAJ-PNB |                                  |

### « Liste bleu marine pour la défense de nos communes et de nos départements » (FN)
| N° | Candidats | Candidats         | Parti | Principale fonction |
| -- | --------- | ----------------- | ----- | ------------------- |
| 01 |           | François Verrière | FN    |                     |
| 02 |           | Claudie Cheyroux  | FN    |                     |
| 03 |           | Gilles Hustaix    | FN    |                     |
| 04 |           | Sylviane Lopez    | FN    |                     |
| 05 |           | Alain Michel      | FN    |                     |

### « Ruralité et défense des services publics » (PCF)
| N° | Candidats | Candidats              | Parti | Principale fonction |
| -- | --------- | ---------------------- | ----- | ------------------- |
| 01 |           | Isabelle Larrouy       | PCF   |                     |
| 02 |           | Louis Labadot          | PCF   |                     |
| 03 |           | Marie-José Rivas       | PCF   |                     |
| 04 |           | Alain Duzert           | PCF   |                     |
| 05 |           | Aurélie Munoz-Giraudon | PCF   |                     |

## Résultats
| Tête de liste                                                                   | Tête de liste            | Liste                       | Voix  | %     | Élus |
| ------------------------------------------------------------------------------- | ------------------------ | --------------------------- | ----- | ----- | ---- |
|                                                                                 | Frédérique Espagnac      | Parti socialiste            | 609   | 34,04 | 1    |
| Pour des communes vivantes                                                      |                          |                             | 609   | 34,04 | 1    |
|                                                                                 | Denise Saint-Pé          | Mouvement démocrate (UDI)   | 409   | 22,86 | 1    |
| Agir pour le Béarn et le Pays basque                                            |                          |                             | 409   | 22,86 | 1    |
|                                                                                 | Max Brisson              | Les Républicains            | 311   | 17,38 | 1    |
| La force des territoires, majorité sénatoriale, union de la droite et du centre |                          |                             | 311   | 17,38 | 1    |
|                                                                                 | Georges Labazée          | Divers gauche (PS)          | 213   | 11,91 | 0    |
| Gauche, solidaires des territoires                                              |                          |                             | 213   | 11,91 | 0    |
|                                                                                 | Jean-Pierre Mirande      | Divers droite (MoDem - UDI) | 119   | 6,65  | 0    |
| Préserver l'équilibre territorial en Béarn et au Pays basque                    |                          |                             | 119   | 6,65  | 0    |
|                                                                                 | Jean Tellechea           | Régionaliste (PNB - POC)    | 59    | 3,30  | 0    |
| Elgar-Amassa                                                                    |                          |                             | 59    | 3,30  | 0    |
|                                                                                 | Isabelle Larrouy         | Parti communiste français   | 49    | 2,74  | 0    |
| Ruralité et défense des services publics                                        |                          |                             | 49    | 2,74  | 0    |
|                                                                                 | François Verrière        | Front national              | 20    | 1,12  | 0    |
| Liste bleu marine pour la défense de nos communes et de nos départements        |                          |                             | 20    | 1,12  | 0    |
|                                                                                 |                          |                             |       |       |      |
| Suffrages exprimés                                                              | Suffrages exprimés       | Suffrages exprimés          | 1 789 | 96,96 |      |
| Votes blancs                                                                    | Votes blancs             | Votes blancs                | 38    | 2,06  |      |
| Votes nuls                                                                      | Votes nuls               | Votes nuls                  | 18    | 0,98  |      |
| Total                                                                           | Total                    | Total                       | 1 845 | 100   | 3    |
| Abstention                                                                      | Abstention               | Abstention                  | 14    | 0,75  |      |
| Inscrits / participation                                                        | Inscrits / participation | Inscrits / participation    | 1 859 | 99,25 |      |

### Sénateurs élus
| Sénateur | Sénateur            | Parti |
| -------- | ------------------- | ----- |
|          | Frédérique Espagnac | PS    |
|          | Denise Saint-Pé     | MoDem |
|          | Max Brisson         | LR    |